# الاغتصاب حسب الجنس
الاغتصاب حسب الجنس يصنف أنواع الاغتصاب حسب جنس أو نوع المغتصب والضحية. هذا الإطار يشمل الاغتصاب والاعتداء الجنسي. تبين أغلب الأبحاث أن الاغتصاب يؤثر بشكلٍ أكثر على المرأة، وذلك لأن معظم المدانين رجالًا. لكن بعدما وسعت المباحث الفيدرالية مصطلح الاغتصاب، بدأ الاهتمام باغتصاب الذكور، وهذا يشمل اغتصاب الإناث للذكور.
نسبة صغيرة جدًا من العنف الجنسي تصل إلى الجهات المتصلة، لذلك من الصعب تجميع إحصائيات دقيقة عن الاغتصاب. تختلف نسب المحاكمة حسب جنس الجاني والمجني عليه؟ ترى دراسات عديدة أن اغتصاب الذكور للذكور والإناث للإناث في السجون منتشرة، ولكن من الممكن أن تكون أقل نوعٍ مسجلٍ من الاغتصاب. أيضًا عدد كبير من حالات الاغتصاب تحدث عندما يكون المجني عليه أقل من سن الرشد، مما يأخذنا إلى موضوع اغتصاب الأطفال أو اغتصاب القصر بدون عنف.

## الفروق بين الجنسين
في مسح السلوك الوطني الأمريكي لمخاطر الشباب لعام 2001، فقد أفاد أن 10.2٪ من الذكور و5.1٪ من للإناث أنه تم إجبارهم على ممارسة الجنس عندما لم يرغبوا بذلك. وفي دراسة أجريت عام 2010 عن كلا الأزواج، حيث بلغ 45٪ للإناث؛ و30٪ للذكور؛ وتبين أن 20٪ لإيذاء المتبادل. في عام 2011، وجدت دراسة مدعومة بمنحة بحث بوزارة التربية والتعليم في إسبانيا، مستندة على «عينة من 13877طالبًا في 32 دولة» أن 2.4٪ من الذكور و1.8٪ من الإناث؛ حيث اعترفوا أنه تم إجبارهم على ممارسة الجنس.في دراسة أجريت عام 2014 على 18,030 من طلاب المدارس الثانوية، لم يكن هناك فرق ذو دلالة إحصائية بين الذكور والإناث عن المعدل المعلن على أنهم أجبروا جسديًا على ممارسة الجنس.

## اغتصاب الإناث
في مقالة بحثية صدرت في عام 2000 من وزارة الداخلية، في إنجلترا وويلز، قالت حوالي 1 من كل 20 امرأة (5٪) إنهن تعرضن للاغتصاب في مرحلة ما من حياتهن من سن 16 عامًا.
في عام 2011، وجدت المراكز الأمريكية لمكافحة الأمراض والوقاية منها (CDC) أن «ما يقرب من 20 ٪ من جميع النساء» في الولايات المتحدة عانوا من محاولة الاغتصاب أو الاغتصاب في وقت ما من حياتهم. تم اغتصاب أكثر من ثلث الضحايا قبل سن 18.
وفقًا لتقرير صدر عام 2013 من قبل مراكز مكافحة الأمراض والوقاية منها، شهدت 28٪ من النساء  الضحايا المتغيرات جنسيا  و 48٪ من النساء المخنثات أول اغتصابهن بين سن 11 و 17.

### اغتصاب الإناث من قبل الذكور
لا يتم الإبلاغ عن الكثير من عمليات الاغتصاب من قبل الذكور ضد الإناث بسبب «الخوف من الانتقام من المعتدي» وبسبب «الخجل... والمفاهيم الثقافية العميقة أن المرأة هي المسؤولة بشكل ما عن ذلك». يقدر باحثون من جامعة ساري أن حوالي 1 من كل 7 حالات اغتصاب من الذكور ضد الإناث قد تم الإبلاغ عنها.
قد ينتج حمل عن الاغتصاب. يختلف المعدل بين الإعدادات ويعتمد بشكل خاص على مدى استخدام موانع الحمل الخالية من العوائق. وجدت دراسة للمراهقين في إثيوبيا أنه من بين الذين أبلغوا عن تعرضهن للاغتصاب، أصبح 17٪ منهن حاملين بعد الاغتصاب،  وهو رقم مشابه لـ 15-18٪ التي أبلغت عنها مراكز أزمة الاغتصاب في المكسيك. وجدت دراسة طولية في الولايات المتحدة لأكثر من 4000 امرأة لمدة 3 سنوات أن معدل الحمل المتعلق بالاغتصاب الوطني كان 5.0 ٪ لكل اغتصاب بين الضحايا الذين تتراوح أعمارهم بين 12 و 45 سنة، مما ينتج أكثر من 32,000 حالة حمل بين النساء من الاغتصاب كل عام. إن تجربة ممارسة الجنس بالإكراه في سن مبكرة تقلل من قدرة المرأة على رؤية حياتها الجنسية كشيء تسيطر عليه.
تم توثيق اغتصاب النساء من قبل الرجال كسلاح من أسلحة الحرب في الحرب.

### اغتصاب الإناث من قبل الإناث
الاعتداء بالإثارة الجنسية للأعضاء التناسلية الأنثوية من قبل مرتكب الجريمة هو ممكن عن طريق الأجهزة الالكترونية، الجنس الفموي، أو الحزام، أو قضبان اصطناعية أخرى أو أشياء غريبة أخرى.أظهر استطلاع هاتفي أُجري في عام 2010 للمراكز الأمريكية لمكافحة الأمراض والوقاية منها أن 43.8٪ من السحاقيات أفادوا بأنهم تعرضوا للاغتصاب أو الاعتداء الجسدي أو المطاردة في وقت ما من قبل شريك حميم. من هذه، أفاد 67.4 ٪ أن مرتكب الجريمة أو الجناة هم من النساء فقط. في نفس الاستطلاع، أفاد حوالي 1 من 8 مثليات (13.1٪) أنهن تعرضن للاغتصاب في حياتهن، ولكن لم يتم الإبلاغ عن جنس مغتصبيهن.
وقد خلصت دراسة استقصائية عام 2005 من قبل تحالف كاليفورنيا ضد الاعتداء الجنسي (CALCASA) إلى أن امرأة من بين كل ثلاث نساء من  السحاقيات تعرضت لاعتداء جنسي من قبل امرأة. إن الخوف من الخروج وعدم الثقة واللامبالاة والعداء من قبل الشرطة وعدم الرغبة في تحويل أعضاء المجتمع المثلي، والإحساس بأن اغتصاب النساء من قبل الإناث لا يؤخذ على محمل الجد مثل الاغتصاب من قبل الرجال، يجعل بعض الضحايا مترددات. للإبلاغ عن حالات اغتصاب النساء الأخريات. في إحدى القضايا المشهورة التي تورط فيها طلاب في كلية سميث في عام 2005، اتهمت امرأتان باغتصاب امرأة آخري، لكن الضحية رفضت في النهاية الشهادة، وتم إسقاط التهم.

## اغتصاب الذكور
وجدت دراسة لـ CDC أنه في الولايات المتحدة، تم اغتصاب 1 من كل 71 رجلاً أو تعرضوا لمحاولة خلال حياتهم. وجدت نفس الدراسة أن حوالي 1 من 21 أو 4.8 ٪ من الرجال في مسح أجروا لاختراق شخص آخر، عادة ما يكون شريك حميم أو من معارفه.ووجد استطلاع NVAW أن 0.1 في المائة من الرجال الذين شملهم الاستطلاع قد اغتصبت في الأشهر ال 12 الماضية، مقارنة مع 0.3 في المائة من النساء. باستخدام هذه الإحصائيات، قُدّر أنه في الولايات المتحدة، تم اغتصاب 92,748 رجلاً في العام السابق. وفي دراسة أخرى أجرتها كلية الصحة العامة في جامعة بوسطن، أفاد 30٪ من الرجال المثليين وثنائيي الجنس أنهم عانوا من نوع واحد على الأقل من الاعتداء الجنسي خلال حياتهم.
وغالباً ما يتم توثيق اغتصاب الرجال كسلاح من أسلحة الحرب.
كما ينتشر الاعتداء الجنسي على الذكور في حرم الجامعات الأمريكية. في الحرم الجامعي الأمريكي، 1 من كل 16 رجل نجا من الاعتداء الجنسي على الرغم من أن معدل الاعتداء الجنسي الذكري مرتفع نسبياً، فإن العديد منهم لا يقدمون التقارير بسبب سوء فهم الاعتداء الجنسي كونه قضية نسائية بسبب "المفاهيم المسبقة" حول كل من العنف الجنسي والجنس ".

### اغتصاب الذكور من قبل الذكور
كان الاغتصاب من قبل الذكور ضد الذكور وصم بشدة. وفقا لطبيب نفساني الدكتورة سارة كروم، تم الإبلاغ عن أقل من 1 من كل 10 حالات اغتصاب ذكور. ذكر ضحايا الاغتصاب الذكور نقص الخدمات والدعم، وكثيراً ما تكون النظم القانونية غير مجهزة للتعامل مع هذا النوع من الجرائم.
وتؤكد العديد من الدراسات أن اغتصاب السجناء الذكور، وكذلك اغتصاب السجينات من الإناث، من الأنواع الشائعة للاغتصاب التي لا يتم الإبلاغ عنها بشكل متكرر أكثر من الاغتصاب في العموم. تم توثيق اغتصاب الرجال من قبل الرجال كسلاح للإرهاب في الحرب.وقد وثقت الدراسات حوادث العنف الجنسي الذكري كسلاح في زمن الحرب أو عدوان سياسي في أوغندا وشيلي واليونان وكرواتيا وإيران والكويت والاتحاد السوفيتي السابق ويوغوسلافيا السابقة. وصف ستة وسبعون في المائة من السجناء السياسيين الذكور في السلفادور الذين شملهم المسح في الثمانينات حدوث واحد على الأقل من حالات التعذيب الجنسي، ووجدت دراسة أجريت على 6000 سجين في محتشد الاعتقال في سراييفو أن 80 في المائة من الرجال أفادوا بأنهم تعرضوا للاغتصاب. في حالة الحرب الأهلية السورية (2011 إلى الوقت الحاضر)، تعرض المعتقلون الذكور لسوء المعاملة الجنسية مثل إجبارهم على الجلوس على زجاجة زجاجية مكسورة، أو ربط أعضائهم التناسلية بكيس ماء ثقيل، أو إجبارهم على مشاهدة اغتصاب معتقل آخر من قبل المسؤولين.

### اغتصاب الذكور من قبل الإناث
وكثيراً ما يواجه الذكور من ضحايا الاعتداء الجنسي من قبل الإناثمعايير مزدوجة اجتماعية وسياسية وقانونية. وقد حظيت بعض الحالات في الولايات المتحدة باهتمام متزايد وأثارت الوعي بين السكان. وأحيانًا ما يُشار إلى ضحايا الاغتصاب الذكور الذين يُشار إليهم أحيانًا باسم حالات «صنع للاختراق» (من قِبَل مراكز مكافحة الأمراض والوقاية من الأمراض المنقولة عن طريق الاتصال الجنسي)، أُجبرواعلى الانخراط في الإناث دون موافقة ملائمة. في كثير من الحالات، يكون الضحايا الذكور تحت تأثير المخدرات أو يُحتجزون في مواقع مهددة للحياة. حصلت قضية Cierra Ross  حيث نشر الاعتداء الجنسي على رجل في شيكاغو على عناوين الصحف المحلية وأدينت روس بتهمة الاعتداء الجنسي الإجرامي المشدد والسطو المسلح بكفالة حددت بمبلغ 75,000 دولار. ومن بين الحالات المماثلة جيمس لاندريث، الذي تم اختراقه من امرأة في غرفة في فندق وهو عاجز بسب الشرب.
في المملكة المتحدة، جلبت قضية الجنس المورموني في السلاسل في السبعينيات وعيًا متزايدًا بإمكانية اغتصاب الإناث على الذكور. اختفى مبشر شاب مورموني يدعى كيرك أندرسون في عام 1977، في إيويل، ساري، بعد اختطافه من على درجات مقر للكنيسة. بعد بضعة أيام، قدم أندرسون تقريرا إلى الشرطة بأنه اختطف وسجن ضد إرادته. قال إنه بينما كان مقيدًا بالسرير، حاولت جويس بيرنن مكينني إغراه، ثم اغتصبته.كانت التغطية الإخبارية واسعة النطاق، ويرجع ذلك جزئيا إلى أن القضية كانت تعتبر شاذة للغاية، حيث تورطت في اغتصاب رجل من قبل امرأة.فرت ماكينيني إلى الولايات المتحدة، ولم تتبع بريطانيا عملية التسليم، وحكمت المحكمة الإنجليزية غيابياً على ماكيني بالسجن لمدة عام. بموجب قانون الجرائم الجنسية آنذاك لعام 1956، بسبب جنس الضحية، لم يتم ارتكاب أي جريمة اغتصاب، على الرغم من الاعتداء غير اللائق على رجل.